# Sögel
Sögel – miejscowość i gmina w Niemczech, w kraju związkowym Dolna Saksonia, w powiecie Emsland, siedziba gminy zbiorowej Sögel.